# أغتشة دربند
أغتشة دربند هي قرية في مقاطعة ميانة، إيران. عدد سكان هذه القرية هو 64 في سنة 2006.